# Phascolarctos
Phascolarctos (din greaca Veche φάσκωλος (phaskolos), pungă de piele, și ἄρκτος (arktos), „urs”) este un gen de marsupiale care conține doar o singură specie extantă, koala (P. cinereus). Genul a fost numit de către zoologul francez Henri Marie Ducrotay de Blainville în 1816.

## Specii
- P. cinereus[3]
- †P. maris
- †P. stirtoni
- †P. yorkensis (anterior în genul Cundokoala, acum recunoscut ca un sinonim)